# ロクサンナ・パヌフニク
ロクサンナ・パヌフニク（Roxanna Panufnik, 1968年 - ）は、ポーランド系イギリス人の作曲家。サー・アンジェイ・パヌフニクの娘。王立音楽アカデミーに学ぶ。父親に関する著作があり、1993年11月BBC第3放送の「パヌフニク週間」において父親の作品を上演した。
1995年から1996年までバークシャー州の常勤作曲家に任命され、職務の一環として300名の学童に作曲を教えた。児童向けの音楽劇「インクルとヤリコ」（Inkle and Yarico, 1996年）は、バルバドスの学童のために作曲され、内容に反奴隷制が盛り込まれた18世紀の戯曲に基づいている。
これまでに数点のCDがリリースされており、中でも、ウェストミンスター大聖堂のベイジル・ヒューム枢機卿の75歳を記念するミサ曲「ウェストミンスター・ミサ」（1997年）や、リンダ・マッカートニー追悼の合唱曲「私の見た夢」（I Dream'd）が知られている。